# Čest práci
Čest práci je druh pozdravu, který byl hojně používán v dobách reálně socialistického Československa mezi všemi vrstvami společnosti.[zdroj?]
- Autorem pozdravu Práci čest je Jiří František Chaloupecký, organizátor dělnické spartakiády na Maninách. Chaloupecký je i autorem slova spartakiáda. V roce 1921 se takto začalo zdravit dělnictvo při budování cvičiště pro plánovanou spartakiádu na Maninách.[1]
- Původ slovního spojení bývá spojován i s Baťovými závody ve Zlíně, kde se takto zdravili mezi sebou dělníci.[2] To se pravděpodobně dělo až po maninské spartakiádě (1921), od které se tento pozdrav rozšířil mezi dělnictvem v celé zemi.

Pozdrav byl následně převzat komunisty jako hlavní pozdrav pracujících. Komunisté jej upravili na „Čest práci“ nebo zkráceně  na „Čest“.